# Гусева, Елена Владимировна
Елена Владимировна Гусева (род. 26 апреля 1968) — советская и российская самбистка и дзюдоистка, чемпионка и призёр чемпионатов СССР и России по самбо, призёр чемпионатов СССР и России по дзюдо, чемпионка Европы по самбо, победительница и призёр международных турниров, Заслуженный тренер России.

## Спортивные результаты

### Самбо
- Чемпионат СССР по самбо среди женщин 1991 года — ;
- Летняя Спартакиада народов СССР 1991 года (самбо) — ;
- Чемпионат России по самбо 1992 года — ;
- Чемпионат России по самбо 1993 года — ;
- Чемпионат России по самбо 1994 года — ;
- Чемпионат России по самбо 1995 года — ;
- Чемпионат России по самбо 1996 года — ;
- Чемпионат России по самбо 1998 года — ;
- Кубок России по самбо 1999 года — ;
- Кубок России по самбо 2000 года — ;

### Дзюдо
- Чемпионат СССР по дзюдо среди женщин 1989 года — ;
- Чемпионат СССР по дзюдо среди женщин 1990 года — ;
- Чемпионат России по дзюдо 1992 года — ;
- Чемпионат России по дзюдо 1993 года — ;
- Чемпионат России по дзюдо 1994 года — ;
- Чемпионат России по дзюдо 1995 года — ;
- Чемпионат Европы по дзюдо среди ветеранов 2007 года — ;

## Тренерская карьера
С 1994 года работает тренером в клубе «Самбо-70». За годы работы подготовила более 30 кандидатов в мастера спорта, 10 мастеров спорта, одного мастера спорта международного класса и одного заслуженного мастера спорта.